# Jindřich Polák
Jindřich Polák (Praga, 5 de maig de 1925 – Praga, 22 d'agost de 2003) va ser un director de cinema i de televisió txec. És conegut per les seves produccions de ciència-ficció, encara que també va treballar en altres gèneres.

## Biografia
Va començar la seva carrera cinematogràfica com a ajudant del director Otakar Vávra a finals dels anys quaranta. Després va fer una gran varietat de llargmetratges i sèries de televisió en la seva pròpia direcció. Durant els anys 1970, 1980 i 1990 va dirigir les sèries de televisió Pan Tau, Klaun Ferdinand a raketa, Lucie, postrach ulice, Návštěvníci i Kačenka a zase ta strašidla que sovint es van crear en coproducció amb emissores de la RFA o de la RDA i són d'alt nivell per a la televisió i la televisió infantil. Moltes d'aquestes van ser escrites per la guionista Ota Hofman. També va fer sovint incursions en la ciència-ficció, com Ikarie XB 1 o a la sàtira Zítra vstanu a opařím se čajem. El 1968 va rodar Nebeští jezdci sobre els pilots txecs que van lluitar a la Royal Air Force durant la Segona Guerra Mundial, i que no es va poder exhibir fins al 1990.

## Filmografia
- 1958 Smrt v sedle
- 1960 Páté oddělení
- 1962 Klaun Ferdinand a raketa
- 1963 Ikarie XB-1
- 1965 Strašná žena
- 1966 Pan tau
- 1965 Clown Ferdinand will schlafen
- 1967 Hra bez pravidel
- 1968 Nebeští jezdci
- 1976 Noc klavíristy
- 1977 Zítra vstanu a opařím se čajem
- 1978 Od zítřka nečaruji
- 1979 Smrt stopařek
- 1980 Lucie, postrach ulice
- 1983 Návštěvníci
- 1983 Lucie, postrach ulice
- 1983 ...a zase ta Lucie!
- 1986 Veselé Vánoce přejí chobotnice
- 1986 Chobotnice z II. patra
- 1987 Chobotnice z II. patra
- 1992 Kačenka a zase ta strašidla
- 1992 Kačenka a strašidla